# Lincoln Navigator
La Navigator è un SUV full-size di lusso a quattro porte prodotto dalla Lincoln dal 1997 come model year 1998.
È entrata in produzione il 14 maggio 1997, con le vendite che sono iniziate a luglio dello stesso anno. La Navigator è stato il primo SUV prodotto dalla Lincoln. La Navigator condivide il pianale, parte della meccanica ed altre caratteristiche con la Ford Expedition. La Navigator possiede degli interni ed una linea che sono unici e che la differenziano dalla Expedition. In base alle versioni, la Navigator può trasportare fino a sette o otto passeggeri. Nel 2007 è stata introdotta la Navigator L, ovvero una versione più grande e capiente. Sulla Navigator è stato offerto un solo tipo di motore, vale a dire un V8 da 5,4 L di cilindrata montato anteriormente che negli anni ha cambiato molte caratteristiche. La trazione è invece posteriore o integrale. La Navigator è prodotta a Wayne, nel Michigan, ed a Louisville, nel Kentucky. Nel 2018 ne è stata presentata la quarta generazione.

## La prima serie: 1997–2002

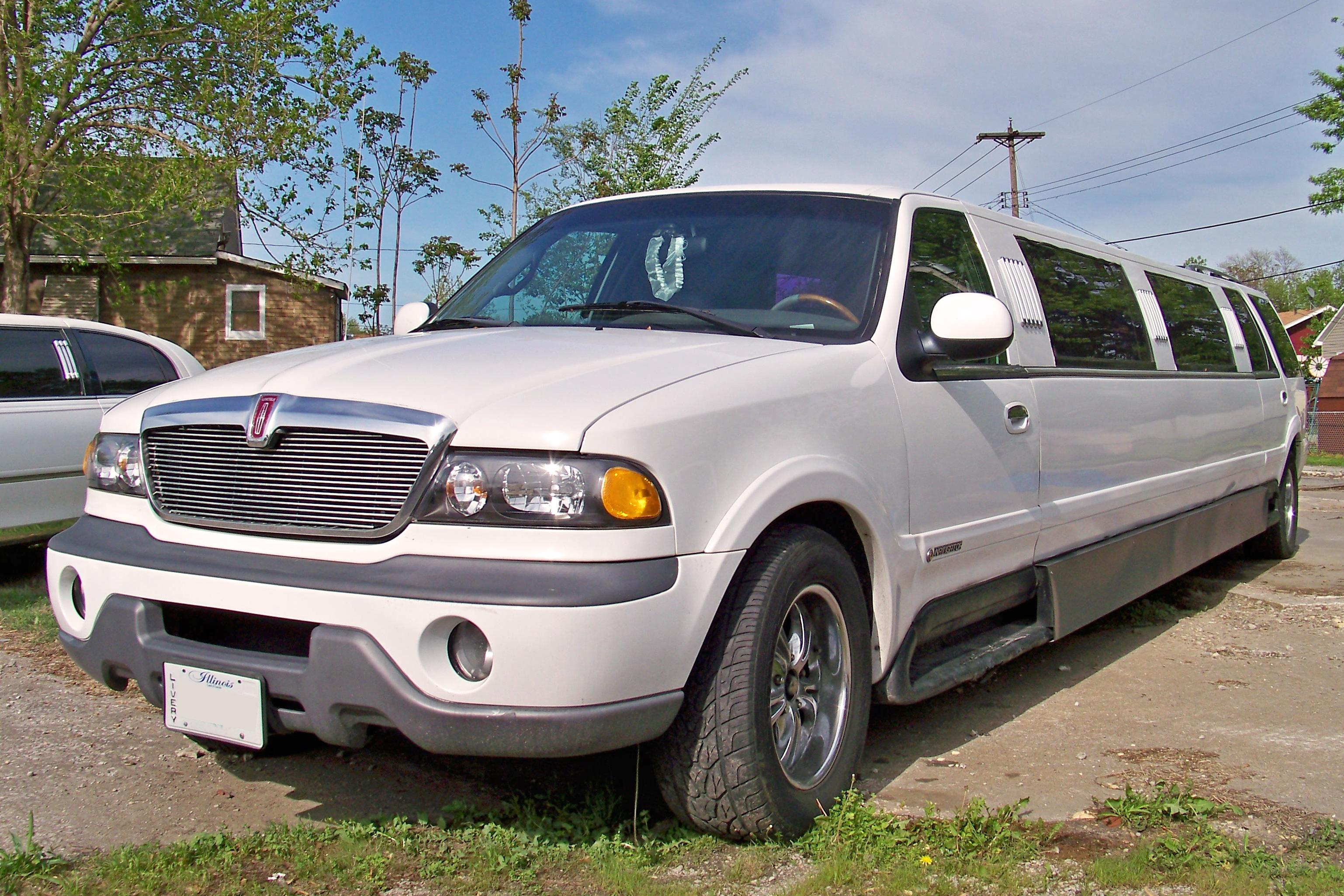
Una Navigator prima serie versione limousine

La Navigator è stata lanciata in un periodo in cui la popolarità dei SUV, negli Stati Uniti, era in crescita costante. Avendo caratteristiche lussuose, è collocata sopra la Ford Expedition. I due modelli si assomigliano anche esteticamente. La prima serie della Navigator possedeva però un frontale ed una coda unici, dei fanali anteriori e posteriori specifici, una calandra peculiare e delle ruote differenti. Gli interni erano invece in pelle con inserti in legno. L'abitacolo possedeva un'insonorizzazione superiore. La prima serie della Navigator era basata sul pianale U della Ford.
L'equipaggiamento della prima serie della Navigator comprendeva due airbag frontali, freni a disco sulle quattro ruote, l'ABS, un sistema audio premium, il climatizzatore, dei sedili regolabili elettricamente, gli alzacristalli elettrici, la chiusura centralizzata, degli specchietti retrovisori regolabili elettricamente e riscaldabili, un sistema di aperture delle porte remoto e senza l'ausilio delle chiavi, e la pedaliera regolabile elettricamente. Tra le opzioni erano offerti, tra l'altro, il tettuccio apribile elettricamente, un sistema audio migliore, il caricatore di CD, il navigatore satellitare, i sedili riscaldabili e con sistema di raffreddamento, gli airbag laterali ed un impianto per i passeggeri posteriori per visionare le videocassette.
A parte le differenze nell'equipaggiamento, la Navigator e l'Expedition erano meccanicamente simili. Infatti entrambi i modelli erano a trazione posteriore, possedevano un telaio separato ed avevano le sospensioni anteriori indipendenti a bracci longitudinali e quelle posteriori ad assale rigido. Inizialmente venne offerto un motore V8 da 5,4 L con distribuzione monoalbero, che venne sostituito nel 1999 da un analogo motore bialbero. Il primo erogava una potenza di 230 CV ed una coppia di 441 N•m, mentre il secondo sviluppava 300 CV e 481 N•m. Il cambio era invece automatico a quattro rapporti con overdrive.
Nel 1999 la prima serie della Navigator è stata sottoposta ad una prova da parte della rivista Motor Trend. Durante il test è stata misurata un'accelerazione da 0 a 97 km/h di 10,3 secondi ed è stato registrato un miglio da fermo di 17,7 secondi ad una velocità di uscita di 126,7 km/h.
Questa prima serie di Navigator è stata prodotta solamente a Wayne.

## La seconda serie: 2003–2006
Nel 2002 la Navigator è stata aggiornata e lanciata come model year 2003. Il modello condivideva ancora il pianale U del gruppo con la Ford Expedition, anche se rispetto al modello citato, che fu anch'esso rivisto nello stesso anno, continuava a conservare delle differenze che risiedevano nell'equipaggiamento e nell'estetica. Queste ultime, comunque, furono l'oggetto del facelift della Navigator. Il cruscotto, ad esempio, venne dotato di inserti in legno e di pulsanti color nichel. Questo aspetto del quadro strumenti ricordava quello utilizzato sulla Lincoln Continental del 1961. Per quanto riguarda l'equipaggiamento, la Navigator fu dotata di un sistema di monitoraggio della pressione degli pneumatici. Inoltre, erano presenti i predellini azionabili elettricamente, la terza fila dei sedili abbattibile elettricamente, il portellone posteriore movimentabile elettricamente ed i fanali anteriori LED (questi ultimi solo per gli allestimenti al top di gamma). Il sistema per visionare le videocassette fu sostituito da un impianto per visionare i DVD. Nel 2003 fu anche aggiornata la meccanica. In particolare, vennero infatti rivisti il telaio, lo sterzo e le sospensioni.
Nel 2004 furono invece introdotti il controllo della trazione ed il controllo elettronico della stabilità, con quest'ultimo che era offerto tra le opzioni. Nel 2005 la Navigator è stata oggetto di un facelift. Il motore bialbero da 5,4 L fu sostituito da un analogo propulsore con distribuzione bialbero che derivava da quello montato sull'Ford F-150 e che sviluppava 300 CV e 495 N•m. Nell'occasione, il cambio che fu introdotto nel 1999 è stato sostituito da una trasmissione automatica a sei rapporti della ZF Friedrichshafen AG.
Anche questa serie di Navigator è stata assemblata solo a Wayne. 

## La terza serie: 2007–2018
La Navigator è stata rinnovata nuovamente nel 2006 come model year 2007. Nell'occasione, sono state aggiornate la linea e la meccanica. Svelata al salone dell'automobile di Chicago nel febbraio del 2006, la nuova Navigator è dotata di una calandra ridisegnata, di un frontale rinnovato, di una nuova linea del cofano anteriore e di una parte posteriore aggiornata. La calandra ed i fanali anteriori ricordano quelli della Lincoln Continental del 1963. La coda ed i fanali posteriori derivano invece da quelli della MKZ. Le fiancate sono state invece dotate di cromature più vistose. Per quanto riguarda gli interni, sono stati aggiornati il cruscotto ed il quadro strumenti, che ora sono caratterizzati da un massiccio uso di vero legno.
Nel 2007 è stato anche introdotto la Navigator L. Rispetto alla Navigator standard, la versione L ha dimensioni e capacità di carico maggiori. Questa versione è paragonabile alla Cadillac Escalade ESV ed è omologa alla Expedition EL la quale è, in sostanza, la versione allungata della Expedition. Questa nuova serie di Navigator e la nuova generazione della Expedition sono basate sulla piattaforma T1 della Ford. Quest'ultima deriva da quella della F-150. Le sospensioni sono state aggiornate, mentre il motore introdotto nel 2005 è stato confermato. Il cambio automatico a sei marce della ZF Friedrichshafen è stato sostituito da un'omologa trasmissione della Ford, sempre a sei marce.
Nel 2008 sono diventati parte dell'equipaggiamento di serie i sedili anteriori riscaldabili e raffreddabili, la terza fila di sedili abbattibile elettricamente ed il portellone azionabile elettricamente.
Nel 2009 il motore diventò Flex. La videocamera posteriore che serve per le fasi di parcheggio e che è stata introdotta nel 2008, nel 2009 è diventata di serie. La seconda fila di sedili è invece divenuta riscaldabile. Nel 2010 e nel 2011 i cambiamenti sono stati minimi.
Questa terza serie di Navigator è assemblata a Wayne ed a Louisville.

## La quarta serie: dal 2018
Il 12 aprile 2017, il Lincoln Navigator 2018 di quarta generazione è stato presentato al New York Auto Show 2017.
Come con le generazioni precedenti, la quarta generazione rimane la controparte Lincoln della Ford Expedition, offerta sia in configurazione standard che a passo lungo (Lincoln Navigator L). Come prima, sono disponibili sia le versioni a due che a quattro ruote motrici.
La quarta generazione ha segnato un cambiamento significativo nello stile esterno della Navigator, poiché ha adottato le caratteristiche stilistiche della Lincoln Continental del 2017. Un altro importante cambiamento è la linea del modello che ha adottato la struttura del corpo in alluminio.

### Telaio
La Lincoln Navigator di quarta generazione utilizza la piattaforma Ford T3, sviluppata con il nome in codice U554. Mantenendo la costruzione del corpo sul telaio, la Lincoln Navigator (e la Ford Expedition) sono stati progettati insieme al Ford F-150 del 2015. La configurazione delle sospensioni indipendenti a quattro ruote è stata mantenuta, con un layout delle sospensioni posteriori ridisegnato.
La Lincoln Navigator è dotata di un V6 EcoBoost da 3,5 litri biturbo da 450 CV (sebbene Lincoln abbia terminato l'uso della nomenclatura EcoBoost). Il motore più potente mai venduto dalla Lincoln è il 3.5L V6 che è abbinato a un cambio automatico a 10 velocità (che sostituisce il precedente automatico a 6 velocità).

### Carrozzeria
Entrata in produzione con solo piccole differenze rispetto al veicolo concept Lincoln Navigator mostrato al New York Auto Show 2016 (nessuna inclusione delle porte ad ala di gabbiano e delle pedane in stile scala, utilizzate in gran parte a scopo espositivo).
La Lincoln Navigator del 2018 ha adottato diverse caratteristiche di design della Lincoln Continental del 2017, tra cui lo stile dei fari, dei fanali posteriori, delle prese d'aria laterali e della fascia anteriore, con una grande griglia rettangolare e l'emblema della stella Lincoln al centro. Pur condividendo la linea del tetto e le porte laterali con la Ford Expedition, nello stile delle Range Rover, i montanti B, C e D sono oscurati per un effetto "tetto flottante".
Come la Ford F-150 del 2015, la carrozzeria del Lincoln Navigator di quarta generazione (e della Ford Expedition) è stata progettata come parte di un passaggio alla costruzione della carrozzeria in alluminio, con l'uso dell'acciaio in gran parte riservato alle guide del telaio.
Quasi 200 kg più leggero rispetto alla generazione precedente, il Navigator di quarta generazione è fisicamente più grande del suo predecessore, con la configurazione a passo standard che guadagna tre pollici di passo, mentre il passo lungo L guadagna quasi un pollice (diventando il passo più lungo Lincoln mai prodotto escluso il pickup Mark LT).
In termini di lunghezza del corpo, entrambe le versioni sono state accorciate di circa mezzo cm.